# Kraftwerk Amsteg
Kraftwerk Amsteg är ett vattenkraftverk i Schweiz.   Det ligger i kantonen Uri, i den centrala delen av landet, 100 km öster om huvudstaden Bern. Kraftwerk Amsteg ligger 541 meter över havet.
Terrängen runt Kraftwerk Amsteg är huvudsakligen mycket bergig. Kraftwerk Amsteg ligger nere i en dal. Närmaste större samhälle är Erstfeld, 5,9 km norr om Kraftwerk Amsteg. 
I omgivningarna runt Kraftwerk Amsteg växer i huvudsak blandskog. Runt Kraftwerk Amsteg är det glesbefolkat, med 14 invånare per kvadratkilometer.